# George Muir
Pour les articles homonymes, voir Muir.
George Manly Muir, né en 1807 à Amherstburg et mort le 8 juillet 1882 à Québec, est un fonctionnaire et avocat québécois. Premier greffier de l'Assemblée législative du Québec, il occupe ce poste entre 1867 et 1879. Homme de foi, il s'implique auprès de plusieurs congrégations religieuses et de sociétés de bienfaisance.

## Biographie

### Formation et parcours professionnel
George Manly Muir naquit à Amherstburg, dans le sud-ouest de l'Ontario, au Canada, d'un père protestant et d'une mère catholique. D'origine écossaise, son père, Adam Charles Muir, participa à la guerre de 1812 commandant un régiment. Sa mère, Marie Elizabeth Benoît-Bender, une montréalaise, pris en charge son éducation et le convertit au catholicisme alors qu'il était âgé de 12 ans. Après une formation au collège des sulpiciens de Montréal (1819 - 1822), il étudie le droit (1825 - 1829). Il est admis au Barreau le 25 mars 1830 et travaille auprès de l'avocat William Craigie Holmes Coffin. Il épousa à Québec le 28 mai 1833 Sophia Melvin Place. Le commerçant, didacticien et politicien Joseph-François Perrault est présent à la cérémonie à titre de témoin. Fréquentant les milieux cultivés de Québec, la Literary and Historical Society of Quebec le compte parmi l'un de ses membres. Tout comme son époux, Sophia Melvin Place se veut à l'écoute des gens dans le besoin. Ensemble, ils se dévouèrent à la cause des déshérités.
Peu de temps après son admission au Barreau, Muir devient le greffier du journal de la chambre d’Assemblée du parlement du Bas-Canada. Des années plus tard, il est promu en 1862, greffier adjoint de l’Assemblée législative du Canada-Uni. À l'avènement de la Confédération canadienne en 1867, il est nommé greffier en chef de l’Assemblée législative du Québec devenant ainsi le premier à occuper ce poste qu'il conservera jusqu'en 1879. En plus de la rédaction des procès-verbaux de l’Assemblée et de la conservation des archives, c'est à lui que revient de conseiller le président et les députés sur les procédures parlementaires. Il a également la responsabilité de la gestion impartiale des ressources humaines et matérielles de cette assemblée parlementaire. Il prend sa retraite à 72 ans au moment où son poste est offert à quelqu'un d'autre avec le changement de gouvernement en 1879,.

### Aide aux démunis
Vers la fin des années 1840, George Manly Muir découvre l'existence de la Société de Saint-Vincent-de-Paul. Il en devient membre le 16 novembre 1849 et s'y implique activement. C'est à lui que revient l'initiative de la première conférence de la Société de Saint-Vincent de Paul au Canada anglais qui fut présentée à Toronto. Durant 15 ans (1866 à 1881) il est président du conseil supérieur des conférences canadiennes de la Société de Saint-Vincent de Paul.
Il fait construire un couvent dans la paroisse Notre-Dame-des-Laurentides dont il laisse la supervision aux Servantes du Cœur Immaculé de Marie dites Sœurs du Bon-Pasteur de Québec afin de permettre aux enfants pauvres de cette localité de recevoir une éducation. Il participe à la création de l'Asile de Sainte-Madeleine qui accueille des femmes sortant de prison pour leur venir en aide afin de favoriser leur réinsertion sociale. Entre autres œuvres de charité, il a contribué à mettre sur pied les patros Saint-Vincent-de-Paul. Il mourut à Québec le 8 juillet 1882.

## Distinctions et reconnaissances
- En signe de reconnaissance de son dévouement auprès des démunis, le pape Pie IX le fit chevalier de l’ordre de Saint-Grégoire-le-Grand

. 
- En 1950, la rue Muir a été nommée en son honneur dans la ville de Québec. En 1953, la partie de cette rue, présente dans la ville de Sainte-Foy a été aussi nommée en son honneur. Cette rue est maintenant complètement présente dans la Ville de Québec.

- En 2004, une rue du quartier Notre-Dame-des-Laurentides de l'arrondissement de Charlesbourg dans la ville de Québec fut nommée en son honneur, la rue George-Muir[15].

## Sources
: document utilisé comme source pour la rédaction de cet article.
- Les informations pour cet article proviennent en grande partie de l'article intitulé "George Manly Muir : un mécène méconnu", Julie Beloin, publié dans la revue Québecensia, bulletin de la Société historique de Québec, vol. 32, no 1, mai 2013, p. 18 à 22,  Lire en ligne